# 1 Crónicas 24
1 Crónicas 24 es el vigesimocuarto capítulo de los Libros de Crónicas en la Biblia hebrea o el Primer Libro de Crónicas en el Antiguo Testamento de la  Biblia Cristiana. El libro está recopilado a partir de fuentes más antiguas por una persona o grupo desconocido, designado por los estudiosos modernos como «el Cronista», y su forma final se estableció a finales del siglo V o IV a. C. Este capítulo registra la organización y los departamentos de los sacerdotes (versículos 1-19) y una lista de levitas no sacerdotes (versículos 20-31). Todo el capítulo pertenece a la sección que se centra en el reinado de David (1 Crónicas 9:35 a 29:30), que desde el capítulo 22 hasta el final no tiene ningún paralelo en 2 Samuel.

## Texto
Este capítulo fue escrito originalmente en el idioma hebreo y está dividido en 31 versículos.

### Testigos textuales
Algunos manuscritos antiguos que contienen el texto de este capítulo en hebreo bíblico son de la tradición del Texto masorético, que incluye el Códice de Alepo (siglo X) y el Códice Leningradensis (1008).
También existe una traducción al griego koiné conocida como la Septuaginta, realizada en los últimos siglos a. C. Entre los manuscritos antiguos existentes de la versión de la Septuaginta se encuentran el Códice Vaticano (B; {\displaystyle \ ara{G}}B; siglo IV), Codex Sinaiticus (S; BHK: {\displaystyle \ ara{G}}S; siglo IV), Codex Alexandrinus (A; {\displaystyle \ ara{G}}A; siglo V) y Codex Marchalianus (Q; {\displaystyle \ ara{G}}Q; siglo VI).

## David organiza a los sacerdotes (24:1-19)
Esta sección detalla la organización de los sacerdotes, la rama más alta de los levitas, de una manera más avanzada y sistemática que en cualquier otro lugar de la Biblia hebrea y se mantuvo rígidamente hasta el período romano (cf. Lucas 1:5). Las listas de las familias sacerdotales también se encuentran parcialmente en 1 Crónicas 9:10–1 Crónicas 9:13; Nehemías 10:2–8; Nehemías 12:1–7; Nehemías 12:12–21. 

### Versículo 1
Ahora bien, estas son las divisiones de los hijos de Aarón. Los hijos de Aarón: Nadab, Abiú, Eleazar e Itamar.
De los cuatro hijos de Aaron (Exodus 6:23), Nadab y Abihu murieron sin hijos (versículo 2); y los otros dos tuvieron que suplir a los «principales de la casa», de los cuales Eleazar tenía dieciséis e Ithamar ocho (versículo 4).

### Versículo 3
Y David los distribuyó, tanto a Sadoc de los hijos de Eleazar como a Ahimelec de los hijos de Itamar, según sus oficios en su servicio.
De las dos familias sacerdotales (1 Crónicas 15:11; 1 Crónicas 18:16-17; 1 Crónicas 25:1; cf. 2 Samuel 8:16–18), Sadoc representaba a la familia de Eleazar, y Ahimelec representaba a la familia de Itamar, para ayudar a David a organizar a los sacerdotes. El Cronista enfatiza el trato igualitario de los dos grupos en el pasaje (cf. 24:31; 26:13) utilizando un procedimiento de sorteo (versículo 5), también en 1 Crónic|as (24:31; 25:8; 26:13) y en otros lugares (por ejemplo, Nehemías 10:35), para indicar la mano de Dios en la distribución del personal. 

### Lista de las divisiones sacerdotales
| Versículo         | División ! | Nombre en español | Nombre en hebreo | Nombre en griego | Notas |
| ----------------- | ---------- | ----------------- | ---------------- | ---------------- | --- |
| 9                 | 1st        | Jehoiarib         | יה֣וֹיָרִ֔יב          | Ἰωαρίμ           | 1 Cronicas 9:10.En Talmud Arakhin el rabino Yosei ben Halafta afirma que cuando el Templo de Salomón fue quemado el nueve de Ab [586 a. C.], la «guardia sacerdotal» era de la división de Jehoiarib, y cantaban el Salmo 94, pero solo hasta la primera mitad de Salmo 94:23 (hasta «su propia maldad») antes de que «los enemigos vinieran y los abrumaran». Matatías ben Johanán era descendiente de Joiarib según 1 Macabeos 2:1. |
| 9                 | 2nd        | Jedaiah\|         | ידַעְיָ֖ה            | Ἰεδίᾳ            | 1 Chronicles 9:10; one fragment of Rollos del Mar Muerto (4Q325; "Mishmarot D") mentions: The beginning of the se[cond] month is [on the si]xth [day] of the course of Jedaiah. On the second of the month is the Sabbath of the course of Harim.... |
| 9                 | 3rd        | Harim             | חָרִם֙              | Χαρὶβ            | Nehemias 10:5; Nehemias 12:15, possibly "Rehum" in Nehemias 12:3; one fragment of Rollos del Mar Muerto (4Q325; "Mishmarot D") mentions: The beginning of the se[cond] month is [on the si]xth [day] of the course of Jedaiah. On the second of the month is the Sabbath of the course of Harim.... |
| 9                 | 4th        | Seorim            | שְׂעֹרִ֖ים            | Σεωρὶμ           | Meaning "barley" or "bearded"; Latin: Barbatus. Listed in the Yemeni inscription with the division number and place of residence. |
| 1 Chronicles 24:9 | 5th        | Malchijah         | מַלְכִּיָּה֙            | Μελχίᾳ           | Nehemiah 10:3, Nehemiah 12:42; other mentions: 1 Chronicles 9:12, Nehemiah 11:12; Jeremiah 21:1; Jeremiah 38:1. Listed in the Yemeni inscription with the division number and place of residence. Another Malchijah, an Israelitish layman, was in Nehemiah 3:11 and Ezra 10:25. |
| 1 Chronicles 24:9 | 6th        | Mijamin           | מִיָּמִ֖ן             | Μεϊαμὶν          | Nehemiah 10:7; Nehemiah 12:5; "Minjamin" in Nehemiah 12:17 Listed in the Yemeni inscription with the division number and place of residence. |
| 9                 | 7th        | Hakkoz            | הַקּוֹץ֙             | Κὼς              | Ezra 2:61; Nehemiah 3:4, 21. Listed in the Yemeni inscription with the division number and place of residence. |
| 9                 | 8th        | Abijah            | אֲבִיָּ֖ה             | Ἀβίᾳ             | Nehemiah 10:7; Nehemiah 12:4, 17. Zechariah, the father of John the Baptist, was of the course of Abijah (Luke 1:5; also spelled as "Abia"). Listed in the Yemeni inscription with the division number and place of residence. |
| 9                 | 9th        | Jeshua            | יֵשׁ֙וּעַ֙             | Ἰησοῦ            | Ezra 3:2; Ezra 5:2.This Hebrew name is rendered as Ἰησοῦς in Greek, and as "Jesus" in English. Listed in the Yemeni inscription with the division number and place of residence. |
| 9                 | 10th       | Shecaniah         | שְׁכַנְיָ֖הוּ           | Σεχενίᾳ          | Nehemiah 12:3; possibly "Shebaniah" in Nehemiah 10:4, Nehemiah 12:14. also in 1 Chronicles 3:21 Listed in the Yemeni inscription with the division number and place of residence. |
| 9                 | 11th       | Eliashib          | אֶלְיָשִׁיב֙           | Ἐλιαβὶ           | Nehemiah 13:4-7; also 1 Chronicles 3:24. Listed in the Yemeni inscription with the division number and place of residence. |
| 9                 | 12th       | Jakim             | יָקִ֖ים             | Ἰακὶμ            | Equivalent to Eliakim and Jecamiah (1 Chronicles 8:19). Listed in the Yemeni inscription with the division number and place of residence. |
| 9                 | 13th       | Huppah            | חֻפָּה֙              | Ὀπφᾷ             | Another use as "covering, canopy" in Isaiah 4:5; probably the same as "Huppim" in 1 Chronicles 7:12. Listed in the Yemeni inscription with the division number and place of residence. |
| 9                 | 14th       | Jeshebeab         | יֶֽשֶׁבְאָ֖ב            | Ἰεσβαὰλ          | Spelled in LXX as Ιεσβααλ or Ισβααλ, Eshbaal, "man of Baal"; Vulgate has "Isbaab." Listed in the Yemeni inscription with the division number and place of residence. |
| 9                 | 15th       | Bilgah            | בִלְגָּה֙             | Βελγᾷ            | Nehemiah 12:5; "Bilgai" in Nehemiah 10:8 |
| 9                 | 16th       | Immer             | אִמֵּ֖ר              | Ἐμμὴρ            | 1 Chronicles 9:12; Ezra 2:37; Jeremiah 20:1. |
| 9                 | 17th       | Hezir             | חֵזִיר֙             | Χηζὶν            | Listed in the Caesarea inscription with the division number and place of residence. Mentioned as a name of a layman in Nehemiah 10:20. |
| 9                 | 18th       | Happizzez         | הַפִּצֵּ֖ץ             | Ἀφεσὴ            | Listed in the Caesarea inscription with the division number and place of residence. Spelled in LXX as Αφεσση, in Vulgate as "Aphses;" in Syriac and Arabic as "Phasin." |
| 9                 | 19th       | Pethahiah         | פְתַחְיָה֙            | Φεταίᾳ           | Ezra 10:23; Nehemiah 9:5 Listed in the Caesarea inscription with the division number and place of residence. |
| 9                 | 20th       | Jehezkel          | יחֶזְקֵ֖אל           | Ἐζεκὴλ           | Listed in the Caesarea inscription with the division number and place of residence. |
| 9                 | 21st       | Jachin            | יָכִין֙             | Ἀχὶμ             | 1 Chronicles 9:10; Nehemiah 11:10 Other mentions: Genesis 46:10; 1 Kings 7:21. The same name as Jehoiachin. probably "Achim" in Matthew 1:14 |
| 9                 | 22nd       | Gamul             | גָמ֖וּל             | Γαμοὺλ           | Another use as "weaned" in Isaiah 11:8. |
| 9                 | 23rd       | Delaiah           | דְלָיָ֙הוּ֙            | Ἀδαλλαὶ          | 1 Chronicles 3:24; Nehemiah 6:10; Nehemiah 7:62; Ezra 2:60.; spelled with the addition of a shurek (וּ) in Jeremiah 36:12, 25. |
| 9                 | 24th       | Maaziah           | מַֽעַזְיָ֖הוּ           | Μαασαὶ           | Nehemiah 10:8; probably "Maadiah" in Nehemiah 12:5. |

## Resto de asignaciones de levitas (24:20-31)
Esta sección contiene la lista de levitas que se superpone con la de 9. Los levitas tenían un horario de rotación similar al de los sacerdotes (versículo 31),  y utilizaban el mismo sistema de sorteo que los sacerdotes con casi los mismos testigos, lo que indica que los levitas se consideran tan importantes como los sacerdotes. 

## Documentos testigos de divisiones sacerdotales
- Josefo escribió que David dividió a los levitas en veinticuatro cursos, dieciséis de la casa de Eleazar y ocho de la casa de Itamar, y ordenó a cada curso que ministrara ocho días, de sábado a sábado (Antigüedades).[20]

- Talmud babilónico tiene una declaración del rabino Hama ben Guria que dice que «Moisés instituyó para Israel ocho «Mishmaroth» («divisiones sacerdotales») —cuatro de [la familia de] Eleazar y cuatro de [la familia de] Itamar; Samuel las aumentó a dieciséis; David las aumentó a veinticuatro» (Taanith 27a).[15]

- Tras la destrucción del Templo en el año 70 d. C., existía la costumbre de recordar públicamente los cursos de los sacerdotes cada sábado, una práctica que reforzaba el prestigio del linaje de los sacerdotes. [21] Un manuscrito descubierto en la Guéniza de El Cairo, fechado en el año 1034 d. C., registra una fórmula consuetudinaria recitada semanalmente en las sinagogas, durante el día de reposo:

«Hoy es el santo día de reposo, el santo día de reposo para el Señor; este día, ¿cuál es el curso? [Nombre apropiado] es el curso. Que el Misericordioso devuelva pronto el curso a su lugar, en nuestros días. Amén. » Biblioteca Bodleian, Oxford Ms. Heb. 2738/6, fol. 899 en Vardaman, E. Jerry y Garrett, J.L., «The Teacher's Yoke», Waco TX 1964. 
Después de lo cual, contaban el número de años que habían pasado desde la destrucción de Jerusalén, y concluían con las palabras:
"Que el Misericordioso construya su casa y su santuario, y que digan “Amén”.»
- Se descubrieron tres inscripciones de piedra con los nombres de los barrios sacerdotales, su orden y el nombre de la localidad a la que se habían trasladado tras la destrucción del Segundo Templo:

1. En 1920, se encontró una inscripción de piedra de mármol en Ascalón que mostraba una lista parcial de los barrios sacerdotales, lo que atestigua la existencia de tales placas, tal vez montadas en las paredes de las sinagogas.
2. En 1962 se encontraron en Cesarea Marítima tres pequeños fragmentos de una inscripción hebrea en piedra, datada en los siglos III/IV, que contenían los nombres parciales de lugares asociados a los cursos sacerdotales (el resto de los cuales había sido reconstruido) de la siguiente manera: 
| El decimoséptimo curso Hezir Ma]mliah       |
| El decimoctavo curso Hapizzez Nazaret       |
| El decimonoveno curso Pethahia Akhlah Árabe |
| El 20.º curso Ezekiel Mi]gdal Nunaiya       |

Esta es la inscripción más antigua que menciona Nazaret como ubicación, fuera de la Biblia y de las notas de los peregrinos.

3. En 1970 se descubrió la inscripción en piedra DJE 23 en una columna parcialmente enterrada en una mezquita, en el pueblo yemení de Bayt Ḥaḍir, que mostraba diez nombres de los barrios sacerdotales y sus respectivas ciudades y pueblos. La inscripción yemení es la lista de nombres de este tipo más larga jamás descubierta hasta la fecha. Los nombres legibles en la columna de piedra descubierta por Walter W. Müller son los siguientes: 
| Traducción al español                                                               | Hebreo original              |
| ----------------------------------------------------------------------------------- | ---------------------------- |
| [Se'orim 'Ayṯoh-lo], cuarto barrio                                                  | שְׂעוֹרִים עיתהלו משמר הרביעי    |
| [Malkiah, Beṯ]-Lehem, el [quinto] barrio                                            | מַלְכִּיָּה בית לחם משמר החמשי     |
| Miyamin, Yudfaṯ (Yotapata), el sexto barrio                                         | מִיָמִין יודפת משמר הששי        |
| [Haqo]ṣ, 'Ailebu, el séptimo barrio                                                 | הַקּוֹץ עילבו משמר השביעי       |
| Aviah 'Iddo, Kefar 'Uzziel, el (octavo) barrio                                      | אֲבִיָּה עדו כפר עוזיאל משמר     |
| la octava (barrio). Yešūa', Nišdaf-arbel                                            | השמיני יֵשׁוּעַ נשדפארבל         |
| el noveno distrito                                                                  | משמר התשיעי                  |
| Šekhaniyahu, 'Avurah Cabūl, el d[éci]mo distrito                                    | שְׁכַנְיָה עבורה כבול משמר העשירי |
| Eliašīv, Cohen Qanah, el distrito ele[undécimo]                                     | אֶלְיָשִׁיב כהן קנה משמר אחד עשר  |
| Yaqīm Pašḥūr, Ṣefaṯ (Safed), el distrito {[no es un error tipográfico\|duodécimo]}. | יָקִים פַּשְׁחוּר צפת משמר שנים עשר |
| [Ḥū]ppah, Beṯ-Ma'on, la (decimotercera) sala                                        | חוּפָּה בית מעון משמר שלשה      |
| la decimotercera (sala). Yešav'av, Ḥuṣpiṯ Šuḥīn                                     | עשר יֶשֶׁבְאָב חוצפית שוחין       |
| la decimocuarta [sal]                                                               | משמר ארבע עשר                |

- Un poeta del siglo VII, Eleazar ben Killir, escribió un poema litúrgico en el que detallaba las 24 guardias sacerdotales y sus lugares de residencia. [25] El historiador y geógrafo Samuel Klein (1886-1940), cree que el poema de Killir demuestra la prevalencia de esta costumbre de conmemorar los cursos en las sinagogas de la Tierra de Israel.[26]